# Nationalpark Măcin-Gebirge
Der Nationalpark Măcin-Gebirge (rumänisch: Parcul Național Munții Măcinului) liegt  im Măcin-Gebirge, im Norden des Kreises Tulcea, in Rumänien. Er erstreckt sich über eine Fläche von 21 Hektar.

## Beschreibung
Im Jahr 1998 wurden erstmals Teile des Măcin-Gebirges unter Naturschutz gestellt, 2000 wurde dann der Nationalpark per Gesetz (Legea nr. 5/2000) auf einer Fläche von 11321 Hektar gegründet.
Das Naturschutzgebiet bietet 11 markierte und ausgeschilderte Wege, darunter mehrere Themenpfade, einen Radweg und einen Reiterweg.
Die pontisch-sarmatische Steppe ist die einzige geschützte Steppenregion Europas.

## Flora
Im Nationalpark Măcin-Gebirge wurden 562 Pflanzenarten gezählt. Einige davon befinden sich hier an der nördlichsten Grenze ihres Lebensraums. Es gibt sechs Pflanzenarten, die sich auf der europäischen Liste der streng geschützten Pflanzenarten befinden, darunter Campanula romanica, Dianthus nardiformis und Galanthus plicatus.
Von den seltenen Blumen, die nur hier wachsen, sind die meisten Sukkulenten oder extrem genügsam im Wasserbedarf. Eine Besonderheit sind die Eichenwälder mit wilden Pfingstrosen.

## Fauna
Im Măcin-Gebirge leben seltene Tiere wie die Maurische Landschildkröte (Testudo graeca ibera), die Kletternatter (Elaphe quatuorlineata) und die Europäische Hornotter (Vipera ammodytes), die giftigste Schlange der rumänischen Fauna.
Es leben hier in der Nähe des Donaudeltas auch zahlreiche Vogelarten, darunter die Blauracke (Coracias garrulus), der Bienenfresser (Merops apiaster), der Sakerfalke (Falco cherrug) und der Nonnensteinschmätzer (Oenanthe pleschanka).
Im Nationalpark Măcin-Gebirge leben über 900 Schmetterlingsarten. 13 Arten Großvögel leben hier das ganze Jahr über. Für viele Vögel bietet nur noch der Park  Nistzonen und dient damit als genetisches Reservoir für andere Regionen.

## Naturschutzgebiete
Die wichtigsten geologischen und botanischen Naturschutzgebiete des Nationalparks sind die Fossillagerstätte Pfingstrosenhügel Dealul Bujoarele, der Buchenwald Valea Fagilor und der Felsbrocken Popina Blasova.
Für Geologen ist der Park mit Fossilienfundstellen und seltsamen Gesteinsformationen ein Eldorado. Zu erwähnen sind die Gesteinsformationen „Ohren“, „Dinosauriereier“ oder die „Dobrudscha-Sfinx“. Zwei Zonen unterliegen strengstem Schutz: die wissenschaftlichen Reservate Moroian und Valea Fagilor, wo noch eine Buchenart wächst, die es sonst nur auf der Krim gibt. Auch die seltene Flaumeiche (Quercus pubescens) ist hier anzutreffen.